# 8 Bit Legacy: The Curious History of Video Games
8 Bit Legacy: The Curious History of Video Games é uma série de televisão documentária dividida em 7 mini-documentários produzidos em 2017 pela Comcast Watchable que conta histórias curiosas da era 8-bit dos videogames. Em 2018, o programa foi indicado ao Daytime Emmy Awards.

## Sinopse
| “ | Este documentário de sete partes indicado ao Emmy apresenta as histórias incríveis e não contadas por trás dos videogames mais lendários. Conheça as pessoas que estavam na linha de frente e revele os momentos únicos que moldaram o mundo dos jogos. | ” |

## Episódios
1 - The Rise Of Nintendo’s Original Gaming Master
2 - Polybius - The True Story Behind Gaming’s Most Bizarre Urban Legend
3 - The Mad Genius Behind Chuck E. Cheese’s
4 - The Search For The First Street Fighter King
5 - How Mario Got His Mustache (and His Name!)
6 - The Gunslingin’ Greatness of ‘Mad Dog McCree’
7 - The Hunt for ‘The Hobbit’s’ Missing Hero

## Prêmios e Indicações
| Ano  | Prêmio              | Categoria                                          | Resultado | ref.  |
| ---- | ------------------- | -------------------------------------------------- | --------- | ----- |
| 2018 | Daytime Emmy Awards | Melhor Programa Especial - Diurno em Formato Curto | Indicado  | [ 1 ] |